# کوندرو
کوندرو (به ایتالیایی: Condrò) یک کومونه در ایتالیا است که در استان مسینا واقع شده‌است.

## خصوصیات
کوندرو ۵٫۲ کیلومترمربع مساحت و ۵۱۰ نفر جمعیت دارد و ۵۸ متر بالاتر از سطح دریا واقع شده‌است.